# MS Arcadia
El MS Arcadia es un crucero de la clase Vista, propiedad de la P&O Cruises. Fue construido por Fincantieri en sus astilleros de Marghera, Italia. el Arcadia es el tercer barco más grande de los siete actualmente en servicio para la P&O Cruises.
El barco entró oficialmente en servicio para la empresa en abril de 2005 y fue amadrinado por Kelly Holmes. El Arcadia es el único barco clase Vista en la flota de P&O.

## Diseño
El Arcadia originalmente fue destinado para ser un barco clase Vista para la Holland America Line. Pero en 2003 Carnival Corporation & plc lo transfirió a la Cunard Line para convertirse en el Queen Victoria. Poco antes de ser botado se tomó la decisión de transferir el buque a la P&O Cruises.
Como resultado, el Arcadia cuenta con una chimena similar a las del RMS Queen Elizabeth 2 y del RMS Queen Mary 2.

## Remodelación
El Arcadia hizo una reparación programada en los astilleros de Lloyd Werft en Bremerhaven, Alemania, por un período de 24 días, desde el 26 de noviembre al 20 de diciembre de 2008. Se añadieron 34 camarotes, así como remodelaciones similares en la superestructura trasera que ya se han llevado a cabo en dos barcos de Holland America Line de la clase Vista. Durante la remodelación el Cyb@Study se convirtió en un cine, el The Screening Room con capacidad para aproximadamente 30 personas. Las computadoras en el Cyb@Study se trasladaron al Horizon Lounge y a la Biblioteca. Varias zonas comunes fueron renovadas incluyendo el bar Aquarius, que se hizo más grande.